# Lipenja II
Lipenja II est un village du Cameroun, situé dans la Région du Sud-Ouest. Il est rattaché administrativement à la commune de Mundemba, dans le département du Ndian.

## Population
La localité comptait 372 habitants en 1972, principalement des Batanga.
Lors du recensement de 2005 on y a dénombré 180 personnes.